# 吉野織部之助
吉野 織部之助（よしの おりべのすけ、? – 寛永16年（1639年））は、江戸時代前期の開拓者、新田開発者。名は正濤。

## 経歴・人物
戦国期武蔵国忍城城主成田氏の家臣。天正18年（1590年）豊臣秀吉の小田原征伐により成田氏が没落すると武蔵多摩郡下師岡村の農民となる。慶長16年（1611年）から代官の大久保長安の許可をうけ武蔵野初の開拓村である新町村を拓き、月2回の市立てにも成功。その経過を『仁君開村記』にまとめた。